# Campagna della Linea Sigfrido
La campagna della Linea Sigfrido fu una delle fasi più lunghe, aspramente combattute e sanguinose della guerra sul Fronte occidentale durante la seconda guerra mondiale, tra le forze Alleate e l'esercito tedesco schierato sul cosiddetto Westfront.
Gli scontri si prolungarono dal settembre 1944, periodo dell'arrivo delle forze anglo-americane a contatto, dopo la vittoriosa battaglia di Normandia, con la Linea Sigfrido tedesca, frettolosamente riattivata dal comando della Wehrmacht, al marzo 1945, con il definitivo superamento delle fortificazioni tedesche, la conquista della Renania e l'inizio della battaglia per l'attraversamento del Reno e l'invasione della Germania occidentale.
Sono comprese in questa campagna, dalla maggior parte della storiografia moderna, non solo le lente e difficoltose offensive Alleate lungo tutto il fronte occidentale nel periodo autunnale del 1944, ma anche la breve fase controffensiva tedesca culminata nell'offensiva delle Ardenne del dicembre 1944.

## Antefatti
Dopo la liberazione di Parigi da parte delle forze della Francia Libera nel tardo luglio 1944, gli Alleati fermarono l'avanzata per riorganizzarsi prima di avanzare verso il Reno. La pausa permise anche alla Germania di rinforzare le proprie linee — cosa che non era stata in grado di fare a ovest di Parigi dopo la decimazione delle forze tedesche durante l'Operazione Cobra. In questo modo gli Alleati riuscirono ad avanzare rapidamente contro un nemico in grado di offrire solo una scarsa resistenza. Molti paesi e città, tra cui Anversa e il suo porto, vennero liberati con poche resistenze.
A metà di settembre 1944 i tre gruppi di armate Alleate, il 21º Gruppo d'Armate anglo-canadese del generale Bernard Montgomery, a nord, il 12º Gruppo d'Armate statunitense del generale Omar Bradley, al centro, e il 6º Gruppo d'Armate franco-americano del generale Jacob L. Devers che aveva liberato la Francia meridionale nell'Operazione Dragoon, a sud, formarono un vasto fronte compatto a ovest della Germania, agli ordini del comandante supremo Dwight D. Eisenhower.
Mentre i generali Montgomery e Bradley erano favorevoli ad un assalto diretto alla Germania, Eisenhower era di parere contrario. Sosteneva invece una strategia che prevedeva la formazione di un ampio fronte e avrebbe permesso agli Alleati di riorganizzarsi e spostare le forze in caso di necessità e proteggere le operazioni vitali di rifornimento nella retroguardia.
La rapida avanzata attraverso la Francia aveva causato un indebolimento della logistica, resa peggiore dalla mancanza di un porto con acque profonde, come Cherbourg, che ora si trovava relativamente distante; Anversa, unica città con un porto simile, rimase chiusa ai trasporti Alleati fino alla messa in sicurezza dell'estuario del fiume Schelda. Inoltre, man mano che la campagna progrediva, si sentiva l'effetto della mancanza di truppe fresche in prima linea e adesso si presentavano due ostacoli principali per l'offensiva degli Alleati: il primo era costituito dalle barriere naturali dei fiumi della Francia orientale, mentre il secondo era la Linea Sigfrido, una serie di barriere artificiali lungo tutto il confine tedesco.

### Logistica e rifornimenti
Nonostante lo sfondamento delle linee tedesche avesse richiesto più tempo del previsto, fino a settembre i progressi avevano superato le aspettative. Bradley, per esempio, a settembre aveva quattro divisioni in più di quello che aveva pianificato e tutte le sue forze erano più avanti di 200 km della posizione prevista. I rifornimenti erano tuttavia insufficienti per mantenere l'avanzata, poiché la richiesta aveva superato le disponibilità pianificate.
Molto materiale bellico doveva ancora essere portato a terra attraverso le spiagge occupate dagli Alleati e attraverso l'unico Porto Mulberry rimasto. Anche se vennero utilizzati piccoli porti come Isigny-sur-Mer, Port-en-Bessin-Huppain e Courcelles, i porti principali, come Calais, Boulogne-sur-Mer, Dunkerque e Le Havre restavano sotto il controllo tedesco oppure erano stati sistematicamente distrutti. La disponibilità di Cherbourg-Octeville sarebbe potuta essere preziosa durante la fase di sfondamento, ma successivamente il fattore limitante divenne il trasporto dei rifornimenti alle truppe che stavano avanzando velocemente.
Anche se il carburante veniva trasportato con successo dall'Inghilterra alla Normandia attraverso l'Operazione Pluto, questo doveva essere portato poi al fronte, il quale avanzava più rapidamente delle condutture. Le linee ferroviarie erano state distrutte in gran parte dagli attacchi Alleati e la loro riparazione si rivelò troppo impegnativa, per cui si optò per l'impiego di automezzi. Nel tentativo di sopperire alla scarsità di automezzi, alle tre nuove divisioni di fanteria statunitensi, la 26ª, la 95ª e la 104ª Divisione, vennero requisiti tutti i veicoli. Le divisioni del 12º Gruppo d'Armate in avanzata lasciarono tutta la loro artiglieria pesante e metà dell'artiglieria media a ovest della Senna, liberando i veicoli per il trasporto di rifornimenti. Quattro compagnie britanniche di automezzi furono prestate agli americani. Sfortunatamente, altri 1 500 veicoli britannici ebbero guasti critici al motore e furono inutilizzabili, limitando la possibile assistenza al rifornimento. Il Red Ball Express fu un convoglio realizzato nel tentativo di muovere in massa i rifornimenti verso le divisioni sulla linea del fronte, ma la quantità consegnata risultò essere inadeguata alle circostanze.
Le forze impiegate nell'Operazione Dragoon, che avanzarono dalla Francia meridionale, furono adeguatamente rifornite da Tolone e Marsiglia, poiché gli Alleati avevano catturato i porti intatti e le linee ferroviarie locali erano poco danneggiate. Questi porti rifornirono circa il 25% delle necessità delle forze Alleate.
Il sistema di rifornimento statunitense venne considerato incapace di accelerare la soluzione e di essere troppo burocratico, nonostante impiegasse circa 11 000 dipendenti, subendo pesanti critiche dai generali statunitensi. Le mancanze nei rifornimenti alle unità più avanzate vennero compensate con delle soluzioni non ufficiali, come la "deviazione" di materiali che erano destinati altrove. Eisenhower non poteva esercitare la sua autorità, poiché il sistema logistico rispondeva direttamente a Washington e non al Comando Supremo delle Forze Alleate, ma venne comunque criticato per non aver esercitato la sua influenza e dunque una pressione maggiore.
La semplice occupazione di Anversa dal 21º Gruppo d'Armate non era sufficiente, poiché i territori attorno all'estuario del fiume Schelda avrebbero dovuto essere liberati dagli occupanti tedeschi prima di poter aprire il porto della città. Questa liberazione fu essenziale, dato che fino a quel momento le linee di rifornimento giungevano dalla Normandia, con i conseguenti problemi della lunga distanza. Il ritardo nella messa in sicurezza dell'area dell'estuario venne avvertito come un fallimento nella strategia del fronte largo di Eisenhower e di Montgomery che favorirono l'Operazione Market-Garden invece di occupare l'estuario con il 21º Gruppo d'Armate quando il fiume era ancora poco protetto. In questo modo invece, la 15ª Armata tedesca si stabilì sull'estuario del fiume, obbligando la 1ª Armata canadese a mesi di battaglia per poter liberare l'accesso al porto di Anversa.

### Forze in campo
Le armate tedesche avevano perso molti soldati in Normandia e nel successivo inseguimento fino al confine francese. Per ovviare a queste perdite, circa 20 000 unità della Luftwaffe vennero spostati nell'esercito, le truppe inabili al combattimento furono riorganizzate al fronte e vennero create nuove unità Volkssturm formate da civili con un basilare addestramento.
Le risorse inglesi erano limitate dopo cinque anni di guerra su più fronti in tutto il mondo. I rimpiazzi non erano più sufficienti a coprire le perdite e alcune formazioni vennero smantellate per far confluire le forze rimaste in altre unità per rafforzarle. Anche i canadesi avevano truppe limitate, anche a causa della riluttanza del Governo di adottare una coscrizione obbligatoria per conflitti all'esterno dei confini e delle acque territoriali canadesi. Questa riluttanza era una conseguenza politica della partecipazione alla prima guerra mondiale, la quale aveva generato un ampio consenso contro il servizio militare oltremare.
Le truppe statunitensi arrivavano direttamente da oltreoceano ma, a volte, non erano pronte e quindi non furono impiegate nei duri scontri della parte finale della campagna. Iniziò ad essere evidente anche la scarsa qualità delle truppe arruolate nelle unità dell'esercito finora meno impiegate. Dopo la battaglia delle Ardenne, fu particolarmente chiara la carenza di rimpiazzi e gli Stati Uniti decisero di allentare così il loro embargo sull'impiego di soldati afroamericani nelle formazioni di combattimento. I volontari afroamericani prestarono un buon servizio e ciò spinse ad un cambiamento di mentalità divenuto poi permanente nelle politiche militari americane.
Nell'ultimo anno di guerra, l'esito del conflitto divenne sempre più chiaro, rendendo sempre più difficile chiedere ai soldati Alleati di rischiare la propria vita quando la pace era oramai sempre più vicina. Nessuno infatti voleva essere l'ultima vittima della guerra.

## 21º Gruppo d'Armate

### Market Garden
L'Operazione Market Garden fu la prima operazione della campagna, diretta da Montgomery, il cui obiettivo era di rendere sicura una testa di ponte sul fiume Reno, presso Arnhem, in modo da poter aggirare la Linea Sigfrido.
Market Garden era suddivisa in due parti. L'Operazione Market sarebbe dovuta essere la più grande operazione di truppe paracadutiste della storia, impiegando più di tre divisioni tra statunitensi, inglesi e polacchi, per catturare i ponti chiave ed evitarne la loro demolizione da parte dei tedeschi. L'Operazione Garden doveva scattare successivamente e prevedeva un attacco da terra del XXX Corpo della 2ª Armata britannica, il cui compito era di attraversare i ponti conquistati dai paracadutisti. Venne ipotizzato che le forze tedesche sarebbero state in rotta dalla campagna precedente e incapaci di porre un'opposizione efficace.
In caso di successo, gli Alleati avrebbero disposto di un percorso diretto per la Germania attraverso i Paesi Bassi, aggirando le difese tedesche, e inoltre avrebbero occupato i territori da cui i tedeschi lanciavano i loro razzi V1 e V2 dirette verso Londra, Anversa e altrove.
Eisenhower approvò l'Operazione Market Garden, dando priorità ai rifornimenti per il 21º Gruppo d'Armate britannico e spostò la 1ª Armata americana a nord delle Ardenne per eseguire degli attacchi limitati e spingere i difensori tedeschi verso sud, lontano dai siti interessati.
L'operazione ebbe inizio il 17 settembre 1944: la 101ª e l'82ª Divisione Aviotrasportata statunitensi raggiunsero i loro obiettivi ad Eindhoven, Veghel e Nimega. Anche se gli atterraggi nella zona di Arnhem avvennero come previsto, la 1ª Divisione Aviotrasportata britannica atterrò a poca distanza dal ponte di Arnhem e solo nella riva nord del fiume. I problemi sorsero poiché la divisione perse degli equipaggiamenti vitali, ossia jeep e armi pesanti anticarro, quando gli alianti atterrarono schiantandosi. Inoltre le forze tedesche presenti nella regione furono fortemente sottostimate. A peggiorare ulteriormente la situazione, le cattive condizioni meteorologiche impedirono i rinforzi aerei e ridussero i rifornimenti. Infine la resistenza tedesca all'avanzata di terra verso Arnhem fu molto efficace e riuscirono persino ad impossessarsi dei piani dell'operazione Alleata.
L'operazione Market Garden fu un fallimento. Il ponte di Arnhem non venne catturato e i paracadutisti inglesi soffrirono tremende perdite, che il 25 settembre si aggiravano attorno al 77%.

### Battaglia della Schelda
La situazione logistica stava diventando critica, quindi l'apertura del porto di Anversa divenne una delle priorità principali. Il 12 settembre 1944 il compito di liberare la Schelda dalle forze ostili venne affidato alla 1ª Armata canadese. Essa comprendeva la 49ª e la 52ª Divisione di fanteria britannica, il I Corpo d'armata britannico e il II Corpo d'armata canadese del generale Guy Simonds, nel quale era inquadrata la 1ª Divisione corazzata polacca.
Erano state pianificate quattro operazioni principali: la prima consisteva nella liberazione dell'area a nord di Anversa e nel rendere sicuro l'accesso alla Zuid-Beveland. La seconda prevedeva la liberazione della sacca di Breskens a nord del canale Leopold (Operazione Switchback). La terza operazione, chiamata Operazione Vitality, consisteva nella cattura della Zuid-Beveland. Dopo queste quattro operazioni l'obiettivo consisteva nel catturare l'isola Walcheren, che i tedeschi avevano fortificato e trasformato in una roccaforte.
Il 21 settembre iniziò l'avanzata. La 4ª Divisione corazzata canadese, muovendosi verso nord verso la riva sud della Schelda attorno alla città olandese di Breskens, fu la prima ad affrontare il formidabile ostacolo della doppia linea di canali "Leopold" e "Dérivation de la Lys". Questi vennero attraversati e venne stabilita una testa di ponte, ma potenti contrattacchi tedeschi costrinsero i canadesi a ritirarsi subendo pesanti perdite. La 1ª Divisione corazzata polacca riuscì ad avere maggior successo, spostandosi a nordest verso la costa, occupando Terneuzen e liberando la riva sud della Schelda a est di Anversa. Divenne chiaro tuttavia che ulteriori progressi sarebbero stati possibili ad un costo enorme.
La 2ª Divisione fanteria canadese iniziò la sua avanzata a nord di Anversa il 2 ottobre. Subì pesanti perdite, tra cui la quasi totale distruzione del Reggimento Black Watch, della 5ª Brigata di Fanteria, il 13 ottobre. Tuttavia, tre giorni dopo i canadesi riuscirono a prendere Woensdrecht, a seguito di un immenso sbarramento d'artiglieria che costrinse i tedeschi alla ritirata. Questa operazione tagliò fuori Zuid-Beveland e Walcheren dalla terraferma e permise di raggiungere l'obiettivo della prima operazione.
Bernard Montgomery inviò una direttiva che poneva l'apertura dell'estuario della Schelda come priorità assoluta. A est, la 2ª Armata britannica attaccò verso ovest per liberare la parte dei Paesi Bassi a sud del fiume Mosa. In questo modo, fu più facile proteggere la regione della Schelda da eventuali contrattacchi tedeschi.
Nell'Operazione Switchback, la 3ª Divisione di fanteria canadese partecipò ad un attacco su due fronti: mentre la 7ª Brigata di fanteria attraversava il canale Leopold, la 9ª Brigata lanciava un assalto anfibio alla sacca dalla parte costiera. Nonostante la strenua resistenza dei tedeschi, la 10ª Brigata attraversò il canale Leopold mentre l'8ª si spostò verso sud, aprendo una via ai rifornimenti verso la sacca.
L'Operazione Vitality, la terza fase principale della battaglia, prese il via il 24 ottobre. La 2ª Divisione di fanteria canadese iniziò ad aprire un varco verso la Zuid-Beveland, ma venne rallentata dalle mine, dal fango e da una forte resistenza nemica. La 52ª Divisione inglese lanciò quindi un attacco anfibio per posizionarsi dietro le linee difensive tedesche. In questo modo le formidabili difese tedesche vennero aggirate e la 6ª Brigata di Fanteria canadese iniziò un assalto frontale attraversando il fiume per mezzo di semplici barche. Inoltre i genieri furono in grado di creare un passaggio sul canale lungo la strada principale. A questo punto, superata la Schelda, le difese crollarono e la Zuid-Beveland venne liberata.
La quarta ed ultima fase, l'Operazione Infatuate, prevedeva l'attacco all'isola fortificata di Walcheren, all'imboccatura della Schelda occidentale. Le dighe dell'isola vennero danneggiate dal Bomber Command della RAF il 3, il 7 e l'11 ottobre. In questo modo, la parte centrale dell'isola fu inondata e i tedeschi dovettero ritirarsi nelle colline, oltre a permettere l'utilizzo dei veicoli anfibi. Le unità della 2ª Divisione di fanteria canadese attaccarono e dopo scontri accaniti, stabilirono un punto d'appoggio precario. Furono poi sostituiti da un battaglione della 52ª Divisione britannica. In concomitanza con gli attacchi provenienti dall'acqua, il battaglione britannico continuò l'avanzata.

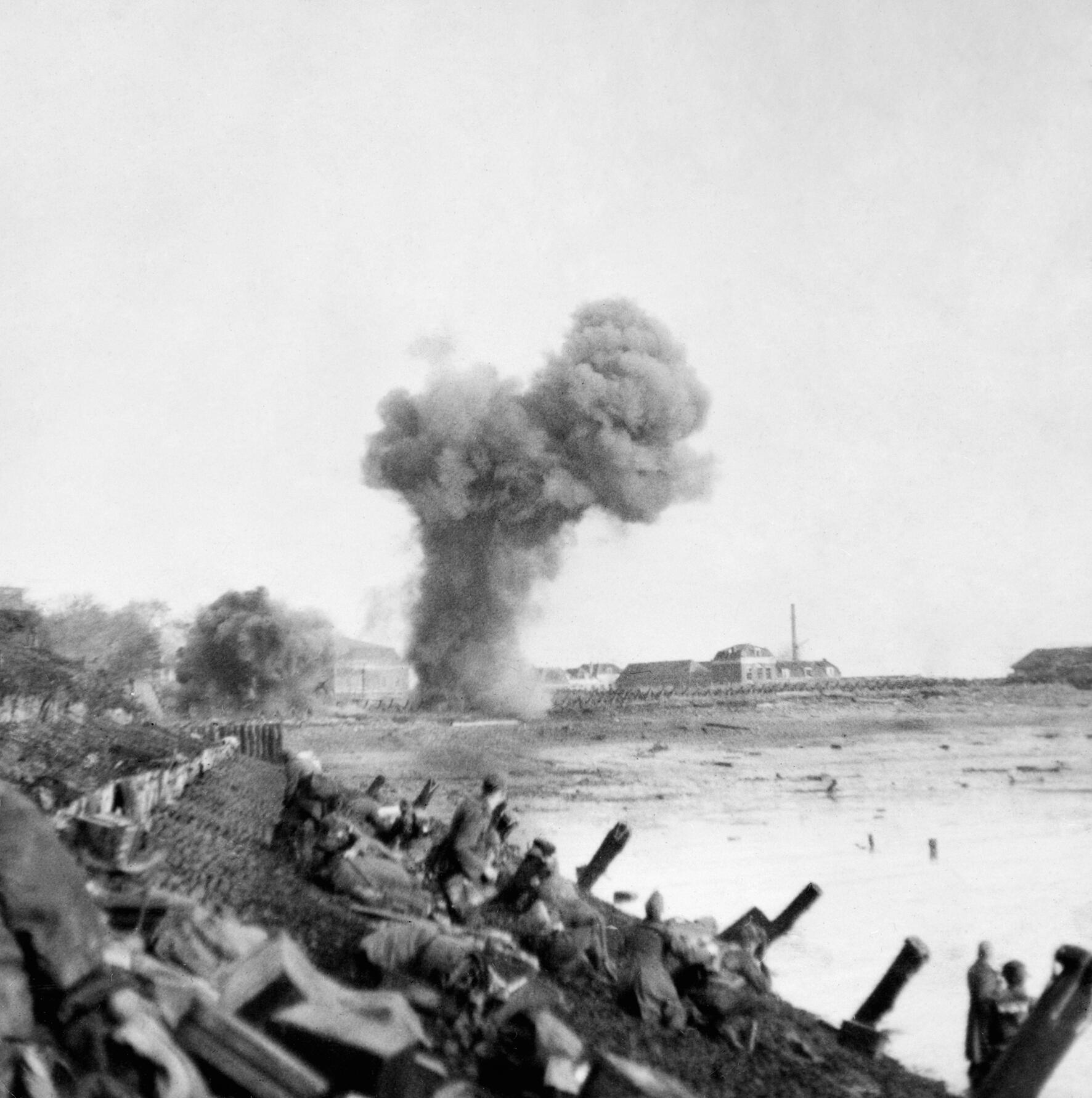
Truppe d'assalto britanniche in avanzata nei pressi di Flessinga, durante le operazioni sulla Schelda.

Gli approdi anfibi iniziarono il 1º novembre da parte della 155ª Brigata di Fanteria britannica. in una spiaggia nella regione sud-orientale di Flessinga. Nei giorni seguenti, i britannici furono impegnati in combattimenti strada per strada con i difensori tedeschi. Sempre il 1º novembre, dopo un pesante bombardamento navale della Royal Navy, le truppe della 4ª Brigata Commando, con unità del 10º Commando interalleato formato da truppe belghe e norvegesi, supportate da veicoli corazzati specializzati della 79ª Divisione Corazzata britannica, approdarono su entrambi i lati del bacino della diga marittima. Una piccola forza si spostò in direzione sud-est, verso Flessinga, mentre la forza principale si mosse verso nord-est per ripulire la parte a nord di Walcheren e ricongiungersi con le truppe canadesi che avevano stabilito una testa di ponte nella parte orientale dell'isola. Nuovamente i tedeschi opposero una forte resistenza e i combattimenti continuarono fino al 7 novembre. Il giorno successivo un gruppo di veicoli anfibi entrarono a Middelburg, la capitale di Walcheren.
Nel frattempo, la 4ª Divisione corazzata canadese si era spinta verso est, oltre Bergen op Zoom, diretta su Sint Philipsland dove affondò numerosi vascelli tedeschi nella baia di Zijpe. Con la successiva avanzata su Anversa senza opposizione, la quarta fase della battaglia degli Schelda si completò e il 28 novembre il primo convoglio di rifornimento entrò nel porto.

## 12º Gruppo d'Armate

### Aquisgrana
La 1ª Armata statunitense aveva il compito di catturare la città di Aquisgrana, un compito che doveva esser svolto, prima di avanzare nell'assalto alla Linea Sigfrido stessa. Il piano prevedeva di oltrepassare e tagliare fuori la città, in un tentativo Alleato di imitare la tanto efficace tattica tedesca della Blitzkrieg. Ad ogni modo, la città sarebbe stata la prima ad essere attaccata su suolo tedesco e ciò era simbolicamente, culturalmente e storicamente importante per il popolo tedesco. Adolf Hitler personalmente ordinò che il presidio fosse rinforzato affinché la città rimanesse in mani tedesche. Per questi motivi, i comandanti Alleati furono costretti a rivedere la loro strategia.
Alcuni storici, tra cui Stephen Ambrose, hanno suggerito che l'assedio di Aquisgrana fu un errore. La battaglia arrestò l'avanzata verso est degli Alleati, che subirono circa 5 000 perdite. I combattimenti avvennero brutalmente strada per strada, casa per casa e impiegarono tutte le risorse messe a disposizione dalle armate Alleate in avanzata. Ambrose ipotizzò si sarebbe potuto utilizzare una strategia più efficace, come l'isolamento del presidio di Aquisgrana e il proseguimento a est dell'avanzata, verso il cuore della Germania. In teoria, ciò avrebbe eliminato la capacità come forza combattente ai difensori di Aquisgrana, tagliando loro le linee di rifornimento, e in questo modo sarebbero stati costretti ad arrendersi o uscire dalla città per cercare di ristabilire i contatti con le loro retrovie. In quest'ultimo caso i combattimenti si sarebbero svolti in un terreno molto più neutrale e avrebbero causato forse meno vittime civili e militari.

### Campagna della Lorena
Alla fine di agosto, la 3ª Armata statunitense iniziò ad essere a corto di carburante. Questa situazione fu causata dalla rapida avanzata Alleata attraverso la Francia e aggravata poi dal cambiamento di priorità logistica in favore delle forze impegnate a nord, nella liberazione di Anversa. Il 1º settembre, la 3ª Armata, con le ultime scorte di carburante, riuscì nell'ultimo tentativo di catturare alcuni ponti chiave sul fiume Mosa, nei pressi di Verdun e Commercy. Cinque giorni dopo, la situazione critica dei rifornimenti obbligò gli americani a fermarsi, permettendo alle forze tedesche in rotta di riorganizzarsi e rinforzare le loro postazioni nell'area.
In ogni caso, ben presto la 3ª Armata si diresse verso Metz, sulla Linea Maginot, una delle città più fortificate dell'Europa occidentale. La città non poteva essere aggirata, poiché molte delle sue fortificazioni avevano i cannoni diretti verso i ponti sul fiume Mosella e sulle principali strade della regione, oltre a poter essere usati per un contrattacco tedesco alla retroguardia dell'armata americana. Nella conseguente battaglia di Metz, gli statunitensi, seppur vittoriosi, subirono pesanti perdite.
Dopo Metz, l'armata continuò a procedere ad est verso il fiume Saar e prese parte alle prime fasi dell'attacco sulla Linea Sigfrido.

### Foresta di Hürtgen

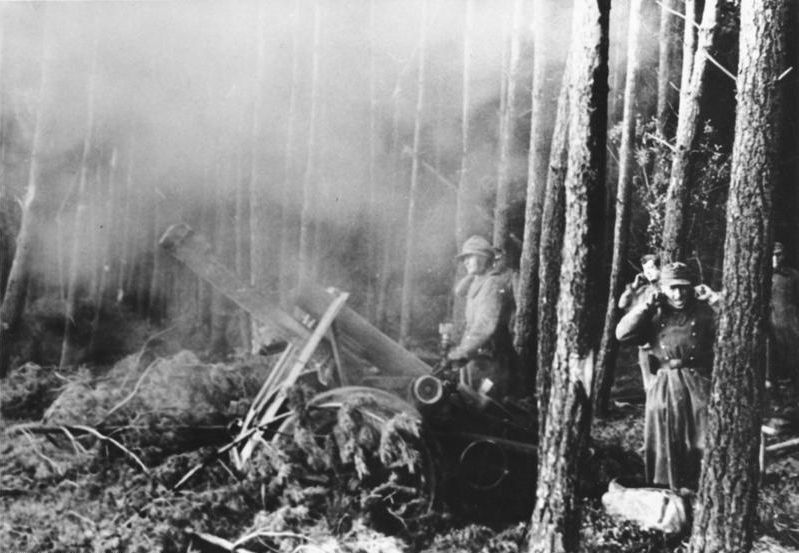
Soldati tedeschi difendono la foresta nel novembre 1944.

La foresta di Hürtgen (in tedesco Hürtgenwald) venne vista come una posizione da cui potevano partire incursioni contro il fianco statunitense e la distruzione delle dighe sui fiumi che scorrono nella regione poteva essere una minaccia all'avanzata Alleata, quindi venne pianificato un assalto per impossessarsi dell'area che iniziò il 19 settembre 1944. La difesa tedesca si rivelò più resistente del previsto e il terreno offrì ad essa un vantaggio tattico notevole, togliendo il vantaggio numerico e la qualità delle truppe agli americani. La battaglia, che si prevedeva dovesse durare qualche settimana, continuò fino a febbraio 1945, con circa 33 000 vittime totali.
Il valore della battaglia fu messo in discussione. Alcuni storici hanno affermato che la vittoria non controbilanciò il numero di perdite e, in ogni caso, le tattiche statunitensi fecero il gioco dei tedeschi. L'esito della battaglia fu una vittoria difensiva tedesca, con perdite alleate che ammontavano a più del doppio delle perdite tedesche.

### Operazione Queen
L'Operazione Queen fu un'offensiva Alleata, che prevedeva l'uso combinato di forze di terra e aria, contro le forze tedesche sulla Linea Sigfrido, che venne condotta principalmente dallo sforzo congiunto della 1ª e 9ª Armata statunitensi. L'obiettivo principale era avanzare fino al fiume Roer e stabilire diverse teste di ponte oltre il corso d'acqua, per una successiva avanzata in Germania fino al fiume Reno. Parte di questa operazione prevedeva ulteriori combattimenti nella foresta di Hürtgen. L'offensiva cominciò il 16 novembre con uno dei più pesanti bombardamenti aerei tattici eseguiti dagli Alleati occidentali in questa guerra. Nonostante le forze tedesche fossero di molto inferiori di numero, l'avanzata Alleata fu molto lenta. Dopo diverse settimane di combattimento, gli Alleati raggiunsero il Roer, ma non furono in grado di attraversarlo e gli scontri nella foresta si impantanarono. I combattimenti estenuanti durante l'Operazione Queen, causò pesanti perdite agli Alleati e diede l'opportunità ai tedeschi di lanciare la loro controffensiva il 16 dicembre, che portò all'offensiva delle Ardenne.

## Controffensiva invernale

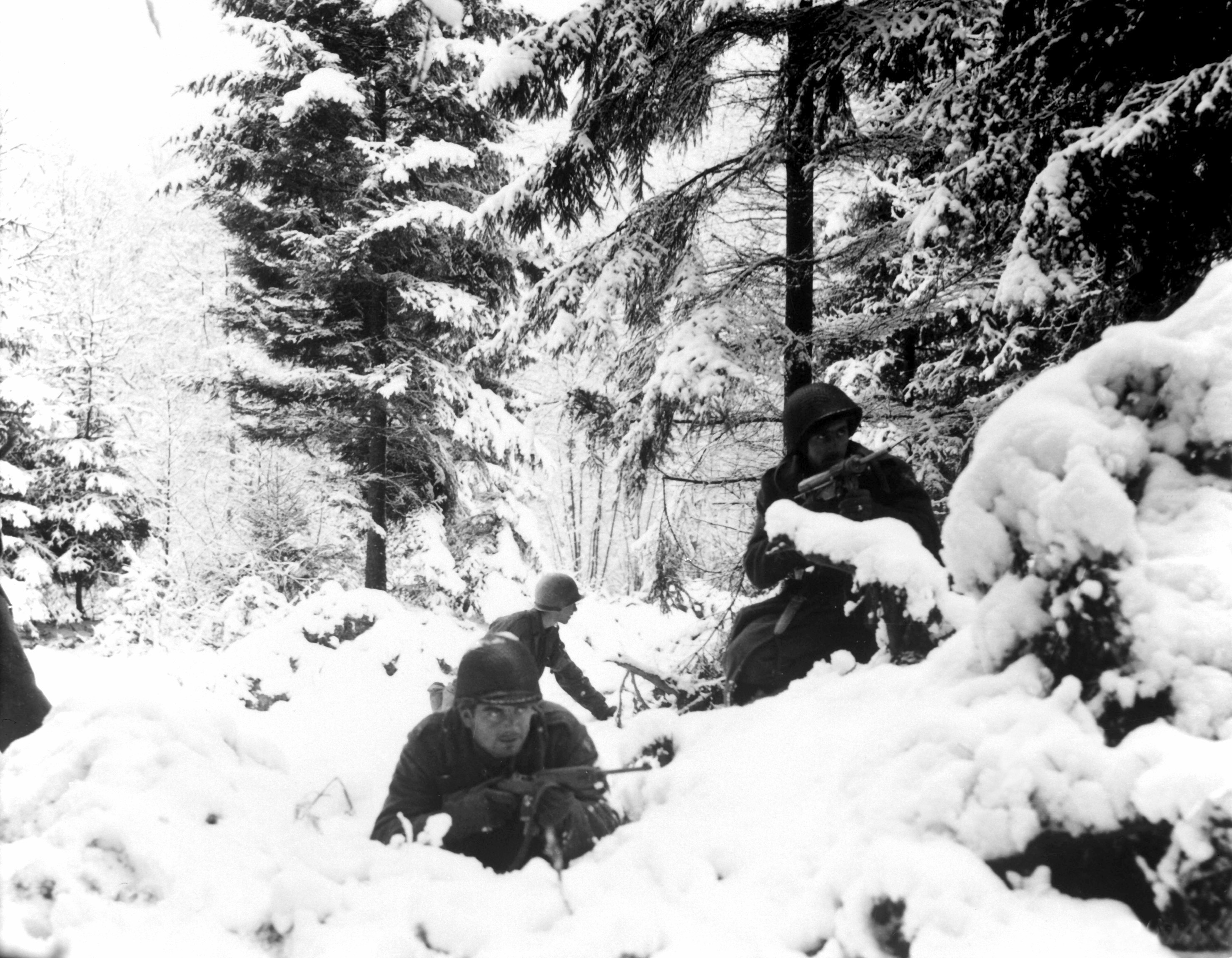
Soldati statunitensi durante la battaglia delle Ardenne.

I tedeschi si erano preparati a lanciare un massiccio contrattacco ad ovest fin dalla fine della battaglia di Normandia. Il piano, chiamato Unternehmen Wacht am Rhein (Operazione Guardia sul Reno), prevedeva un attacco attraverso le Ardenne e la deviazione verso nord, in direzione di Anversa, per dividere le armate statunitensi e britanniche. Il contrattacco iniziò il 16 dicembre in quella che divenne nota come offensiva delle Ardenne dove, a loro difesa, erano disposte le truppe della 1ª Armata statunitense. Dopo un primo successo, aiutato dal maltempo che fornì ai tedeschi una copertura dalle forze aeree Alleate, l'avanguardia raggiunse il fiume Mosa. I tedeschi furono infine respinti indietro nelle loro posizioni originali il entro 15 gennaio 1945.
La Germania lanciò una seconda minore offensiva nell'Alsazia, chiamata Operazione Nordwind (Unternehmen Nordwind), iniziata il 1º gennaio 1945, con lo scopo di riprendere il controllo di Strasburgo. I soldati tedeschi attaccarono il 6º Gruppo d'Armate in vari punti e, poiché le linee di rifornimento Alleate erano in crisi a causa dell'offensiva sulle Ardenne, fu molto impegnativa fermare e respingere l'Operazione Nordwind che durò almeno quattro settimane. Gli Alleati riuscirono a ripristinare il fronte di attacco nella regione di confine con la Germania e fecero collassare i tedeschi nella sacca di Colmar.

## Conseguenze
Il movimento a tenaglia della prima armata canadese nell'operazione Veritable, che avanzava dall'area di Nimega nei Paesi Bassi e della 9ª Armata statunitense attraverso il fiume Roer nell'operazione Grenade doveva avere inizio l'8 febbraio 1945, ma venne rimandato di due settimane quando i tedeschi inondarono la valle del fiume distruggendo la diga presente a monte. Durante le due settimane di inondazione, Hitler non permise al generale Gerd von Rundstedt di ritirarsi ad est oltre il Reno, poiché riteneva così di rimandare uno scontro inevitabile, ordinandogli quindi di rimanere e combattere sul posto.
Quando le acque defluirono la 9ª Armata statunitense fu in grado di attraversare il fiume Roer il 23 febbraio, mentre altre forze Alleate erano giunte nei pressi della riva occidentale del Reno. Le divisioni di von Rundstedt erano ovviamente rimaste a ovest del fiume Reno e furono fatte a pezzi, con 280 000 soldati fatti prigionieri. La resistenza dei tedeschi era costata agli Alleati circa 400 000 vittime.

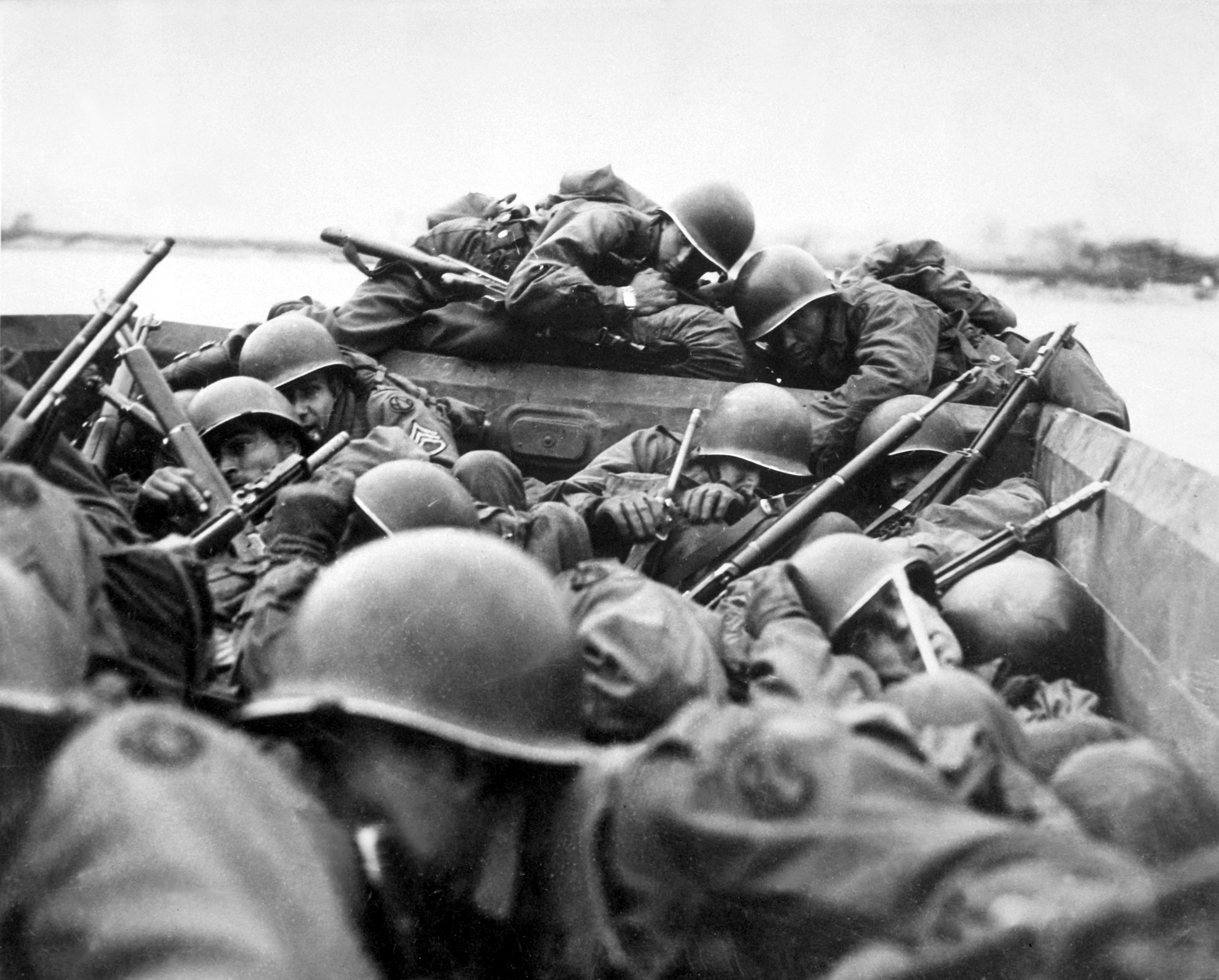
Soldati statunitensi attraversano il Reno tramite imbarcazioni d'assalto

L'attraversamento del Reno venne effettuato in quattro punti:
- Le forze del generale statunitense Omar Bradley, che cercavano in modo aggressivo di disintegrare le truppe tedesche, riuscirono a catturare il ponte Ludendorff sul Reno, a Remagen, che i tedeschi non erano riusciti a far esplodere. Bradley sfruttò velocemente il punto di attraversamento e la 9ª Divisione Corazzata espanse la testa di ponte in un attraversamento su ampia scala.
- Bradley comunicò al generale Patton, la cui 3ª armata aveva combattuto attraverso il Palatinato di "attraversare il Reno di corsa". L'armata effettuò la manovra nella notte tra il 22 e il 23 marzo, attraversando il fiume con un affrettato assalto a sud di Magonza, nei pressi di Oppenheim.
- A nord il Reno raddoppia le dimensioni con una portata d'acqua molto maggiore della zona attraversata dagli americani. L'Operazione Plunder prevedeva l'attraversamento del Reno a Rees e a Wesel da parte del 21º Gruppo d'Armate britannico nella notte tra il 23 e il 24 marzo. Plunder includeva la più grande operazione aviotrasportata a lancio singolo della storia, chiamata Operazione Varsity.
- Nell'area del 6º Gruppo d'Armate, la 7ª Armata statunitense effettuò un assalto attraverso il Reno in una regione compresa tra Mannheim e Worms, il 26 marzo. Un quinto attraversamento su scala molto più ridotta venne effettuato successivamente dalla 1ª Armata francese nei pressi di Spira.

Dopo l'attraversamento del Reno gli Alleati poterono procedere con l'invasione della Germania occidentale, l'ultima campagna degli Alleati occidentali prima della fine della guerra.

### Citazioni
1. ↑  (EN) MacDonald, The Last Offensive: The European Theater of Operations, University Press of the Pacific, 2005,  p. 322.
2. ↑  (EN) Army Battle Casualties and Nonbattle deaths in World War II,  p. 93. URL consultato il 2 marzo 2021 (archiviato dall'url originale il 12 maggio 2010).
3. ↑  (EN) Steve Zaloga e Peter Dennis, Remagen 1945: endgame against the Third Reich, Oxford, Osprey Publishing, 2006,  p. 88, ISBN 1-84603-249-0.
4. ↑  Ruppenthal, Vol. I, pp. 501-502.
5. ↑  Ruppenthal, Vol. I, pp. 547-551.
6. ↑  Ruppenthal, Vol. II, p. 170.
7. ↑  Ruppenthal, Vol. I, p. 487.
8. ↑  Ruppenthal, Vol. I, p. 484.
9. ↑  (EN) The Administrative History of the Operations of 21 Army Group on the Continent of Europe, 6 June 1944-8 May 1945, Michigan University,  p. 47.
10. ↑  Ruppenthal, Vol. I, p. 520.
11. ↑  (EN) C.P. Stacey, Chapter IV - Recruiting and Training in Canada, in Official History of the Canadian Army, Department of National Defence,  pp. 118-123. URL consultato il 18 febbraio 2010.
12. ↑  (EN) African American Volunteers as Infantry Replacements, su army.mil, U.S. Army Center of Military History. URL consultato il 4 ottobre 2007 (archiviato dall'url originale il 26 ottobre 2007).
13. ↑  Weigley, pp. 364-369.
14. ↑  Zaloga, p. 88.